# 1733 год в науке
В 1733 году произошли различные научные и технологические события, некоторые из которых представлены ниже.

## События
- Честер Холл (англ. Chester Moore Hall) предложил способ исправления хроматической аберрации с помощью стёкол двух типов[1].

## Публикации
- 12 ноября Абрахам де Муавр впервые описал нормальное распределение для случайной величины смертности по возрасту. Из этого он вывел простую формулу для приближения дохода, получаемого от ежегодных платежей, в зависимости от возраста. Он не стал публиковать эту статью отдельно и включил её в переиздания своего трактата «Учение о случаях», начиная с 1738 года[2][3].
- Итальянский математик Джироламо Саккери опубликовал трактат «Евклид, очищенный от всех пятен, или же геометрическая попытка установить самые первые начала всей геометрии».  Идея Саккери состояла в том, чтобы заменить пятый постулат Евклида противоположным утверждением, вывести из новой системы аксиом как можно больше следствий, тем самым построив «ложную геометрию», и найти в этой геометрии противоречия или заведомо неприемлемые положения. Тогда справедливость V постулата будет доказана от противного. Достичь цели Саккери не удалось (в конце трактата он сам сделал ошибку), но он, сам того не подозревая, впервые изложил основы неевклидовой геометрии[4].

## Родились
- 18 января — Каспар Фридрих Вольф, немецкий и российский анатом и физиолог.
- 19 февраля — Даниэль Соландер, шведский ботаник[5] и зоолог, натуралист (естествоиспытатель)[6], один из «апостолов Линнея», участник первого путешествия Джеймса Кука.
- 13 марта — Джозеф Пристли, выдающийся химик, открывший кислород и углекислый газ.
- 17 марта — Карстен Нибур, математик, картограф, натуралист.
- 4 мая — Жан-Шарль де Борда, французский математик, физик, геодезист.

## Скончались
- 23 июня — Иоганн Яков Шейхцер, швейцарский естествоиспытатель, исследовавший ископаемую флору и фауну Швейцарии[7].